# Ходацька сільська рада
Ходацька сільська́ ра́да — адміністративно-територіальна одиниця та орган місцевого самоврядування в Барському районі Вінницької області. Адміністративний центр — село Ходаки.

## Загальні відомості
- Територія ради: 4,465 км²
- Населення ради: 1 526 осіб (станом на 2001 рік)

## Населені пункти
Сільській раді підпорядковані населені пункти:
- с. Ходаки
- с. Бригидівка
- с-ще Лугове
- с-ще Слобода
- с. Слобода-Ходацька
- с. Черешневе

## Склад ради
Рада складається з 16 депутатів та голови.
- Голова ради: Коломійчук Валерій Васильович
- Секретар ради: Притуляк Людмила Адамівна

### Керівний склад попередніх скликань
| Прізвище, ім'я, по батькові   | Основні відомості                                                                       | Дата обрання | Дата звільнення |
| ----------------------------- | --------------------------------------------------------------------------------------- | ------------ | --------------- |
| Коломійчук Валерій Васильович | Сільський голова, 1960 року народження, освіта середня спеціальна, безпартійний         | 26.03.2006   | 31.10.2010      |
| Коломійчук Валерій Васильович | Сільський голова, 1960 року народження, освіта середня спеціальна, член Партії регіонів | 31.10.2010   |                 |

Примітка: таблиця складена за даними сайту Верховної Ради України

### Депутати
За результатами місцевих виборів 2010 року депутатами ради стали:

#### За суб'єктами висування
| Суб'єкт висування                                       | Кількість обраних депутатів | %    |
| ------------------------------------------------------- | --------------------------- | ---- |
| Самовисування                                           | 9                           | 56,3 |
| Партія регіонів                                         | 5                           | 31,3 |
| Політична партія Всеукраїнське об'єднання «Батьківщина» | 2                           | 12,5 |

#### За округами
| № округу                                                | Прізвище, ім'я, по батькові        | Дата визнання обраним | Освіта             | Партійна приналежність | Відомості про обраного депутата                      |
| ------------------------------------------------------- | ---------------------------------- | --------------------- | ------------------ | ---------------------- | ---------------------------------------------------- |
| Партія регіонів                                         |                                    |                       |                    |                        |                                                      |
| 4                                                       | Романюк Розалія Григорівна         | 04.11.2010            | середня            | член Партії регіонів   | клуб с. Ходаки, завідувачка клубу                    |
| 6                                                       | Остапишен Дмитро Павлович          | 04.11.2010            | середня            | позапартійний          | Ходацька сільська рада, землевпорядник               |
| 9                                                       | Дзюрак Любов Іванівна              | 04.11.2010            | середня спеціальна | член Партії регіонів   | клуб с. Черешневе, завідувачка клубу                 |
| 12                                                      | Вовк Петро Сергійович              | 04.11.2010            | середня спеціальна | позапартійний          | пенсіонер                                            |
| 15                                                      | Овсюк Тамара Василівна             | 04.11.2010            | вища               | член Партії регіонів   | Ходацька сільська рада, головний бухгалтер           |
| Політична партія Всеукраїнське об'єднання «Батьківщина» |                                    |                       |                    |                        |                                                      |
| 2                                                       | Любова Ольга Василівна             | 04.11.2010            | середня            | позапартійна           | магазин, продавець                                   |
| 14                                                      | Ягодзінський Анатолій Анатолійович | 04.11.2010            | середня            | позапартійний          | тимчасово не працює                                  |
| Самовисування                                           |                                    |                       |                    |                        |                                                      |
| 1                                                       | Казік Юрій Васильович              | 04.11.2010            | вища               | член Партії регіонів   | загальноосвітня школа с. Ходаки, директор            |
| 3                                                       | Сусловець Станіслав Іванович       | 04.11.2010            | вища               | позапартійний          | тимчасово не працює                                  |
| 5                                                       | Кухарчук Інна Віталіївна           | 04.11.2010            | вища               | позапартійна           | тимчасово не працює                                  |
| 7                                                       | Притуляк Людмила Адамівна          | 04.11.2010            | середня            | позапартійна           | Ходацька сільська рада, секретар                     |
| 8                                                       | Балюк Галина Павлівна              | 04.11.2010            | середня спеціальна | позапартійна           | бібліотека с. Ходаки, завідувачка бібліотеки         |
| 10                                                      | Красій Валентина Максимівна        | 04.11.2010            | вища               | позапартійна           | дитячий садок, завідувачка                           |
| 11                                                      | Боднар Йосип Іванович              | 04.11.2010            | вища               | позапартійний          | пенсіонер                                            |
| 13                                                      | Кочневський Ігор Георгійович       | 04.11.2010            | середня            | позапартійний          | Ялтушківська дослідно-селекційна станція, тракторист |
| 16                                                      | Стативко Микола Констянтинович     | 04.11.2010            | середня            | позапартійний          | Ялтушківська дослідно — селекційна станція, лісник   |